# Elezioni presidenziali in Costa d'Avorio del 2000
Le elezioni presidenziali in Costa d'Avorio del 2000 si tennero il 22 ottobre.

## Risultati
| Candidati       | Partiti                                     | Voti      | %     |
| --------------- | ------------------------------------------- | --------- | ----- |
| Laurent Gbagbo  | Fronte Popolare Ivoriano                    | 1 065 597 | 59,36 |
| Robert Guéï     | Indipendente                                | 587 267   | 32,72 |
| Francis Wodié   | Partito Ivoriano dei Lavoratori             | 102 253   | 5,70  |
| Théodore Mel    | Unione dei Democratici della Costa d'Avorio | 26 331    | 1,47  |
| Nicolas Dioulou | Indipendente                                | 13 558    | 0,76  |
| Totale          | Totale                                      | 1 795 006 | 100   |